# Детектив
Детектив (на английски: detective; на латински: detectio – разкритие) е специалист по разследване на престъпления.
Той може да е частно лице или на щат към полицията. В задълженията му влизат събиране на улики и доказателства и представянето им пред съдебните власти.
Сред най-известните детективи в литературата са Шерлок Холмс на Артър Конан Дойл и инспектор Поаро на Агата Кристи.

## История на частния детектив
През 1833 г. Йожен Франсоа Видок, френски войник и престъпник, основава първата детективска агенция, за която се знае – Le Bureau des Renseignements Universels pour le commerce et l'Industrie (буквален превод: „Агенция за универсална информация за търговията и промишлеността“) и назначава бивши затворници. Държавните служби опитват много пъти да я затворят. През 1842 г. полицията арестува Видок поради подозрения за незаконно лишаване от свобода и вземане на пари чрез измама, след като разрешил случай за незаконно присвояване. По-късно той заподозира, че е бил „натопен“. Осъден е на 5 години затвор и 3000 франка глоба, но Апелативният съд го освобождава.
Видок е признат за нововъведения във воденето на документация, криминология, балистиката и наказателното разследване. Направил е първата гипсова отливка на отпечатък от обувка. Създал е неизтриваемото мастило и хартията за неизменими облигации благодарение на неговата печатна компания. Неговите антропометрични методи все още се използват в някаква степен от френската полиция.
След Видок отрасълът се развива. Повечето от нещата, които частните детективи правят в началото, е да заменят полицаи по въпроси, които полицията не иска или не може да реши. По-голямо значение за развитието на тази нова професия е помагането на дружества при трудови спорове. Някои от първите частни детективи осигуряват въоръжени охранители, за да действат като частна полиция.
В Обединеното кралство Чарлз Фредерик Фийлд създава офис за частни разследвания след пенсионирането си от Столичната полиция през 1852 г. Фийлд се сприятелява с Чарлз Дикенс, който пише статии за него. През 1862 г. неговият подчинен унгарецът Игнатий Пол Полаки се отцепва и създава конкурентна агенция. Въпреки че малко се помни днес, Полаки е споменаван в много книги от 1870 г. и е увековечен като „Пидингтон“ Полаки заради неговата остра проницаемост в комичната опера „Търпение“ от 1881 г.
През 1850 г. в САЩ е основана „Национална детективска агенция Пинкертън“ от Алън Пинкертън. Той става известен, когато осуетява заговор за убийството на тогавашния новоизбран президент Ейбрахам Линкълн. Агентите му изпълняват услуги, които варират от разследвания под прикритие и разкриване на престъпления до въоръжена охрана. Понякога се твърди, че във възхода си „Националната детективска агенция Пинкертън“ е имала повече назначени служители от армията на САЩ, но това явно е било преувеличено.
По време на работническите протести в края на 19 век много компании наемат въоръжена охрана от Пинкертон и други подобни агенции, за да откриват предполагаемите синдикалисти и да ги държат извън фабриките им. Най-известният пример за това е стачката в Хомстед (Пенсилвания) през 1892 година, когато индустриалецът Хенри Фрик наема голяма група хора на Пинкертон, за да си върне стоманодобивния завод от Андрю Карнеги. Избухва престрелка между хората на Пинкертън и протестиращите, което довежда до много пострадали и убити. Няколко дни по-късно радикалният анархист Александър Беркман се опитва да убие Фрик.
В резултат от бунта в Хомстед няколко щата приемат така наречения „анти-Пинкертонов“ закон, който ограничава внедряването на частни охранители по време на трудови стачки.